# Aloe kedongensis
Aloe kedongensis är en grästrädsväxtart som beskrevs av Gilbert Westacott Reynolds. Aloe kedongensis ingår i släktet Aloe och familjen grästrädsväxter.
Artens utbredningsområde är Kenya. Inga underarter finns listade i Catalogue of Life.

## Bildgalleri

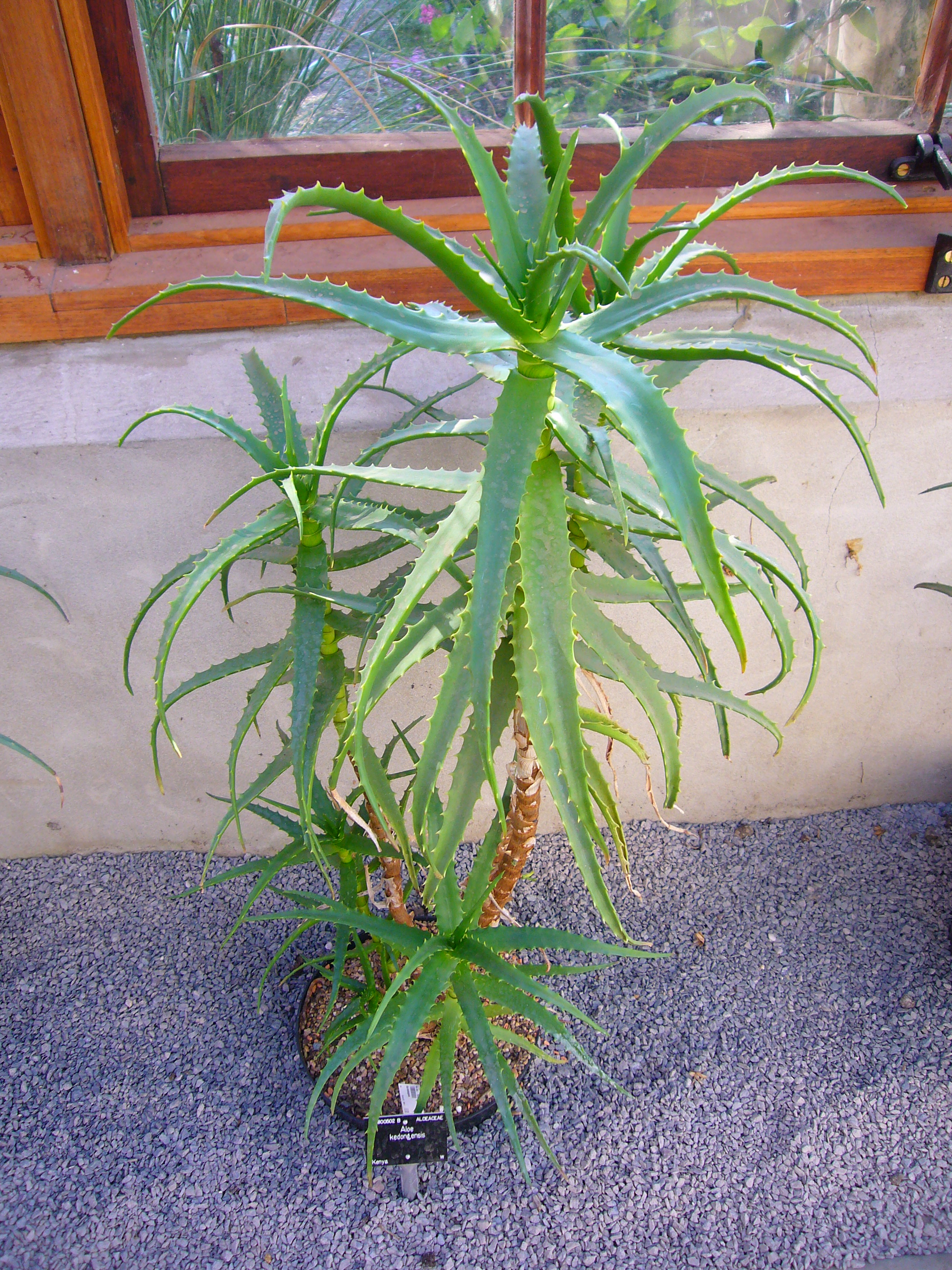
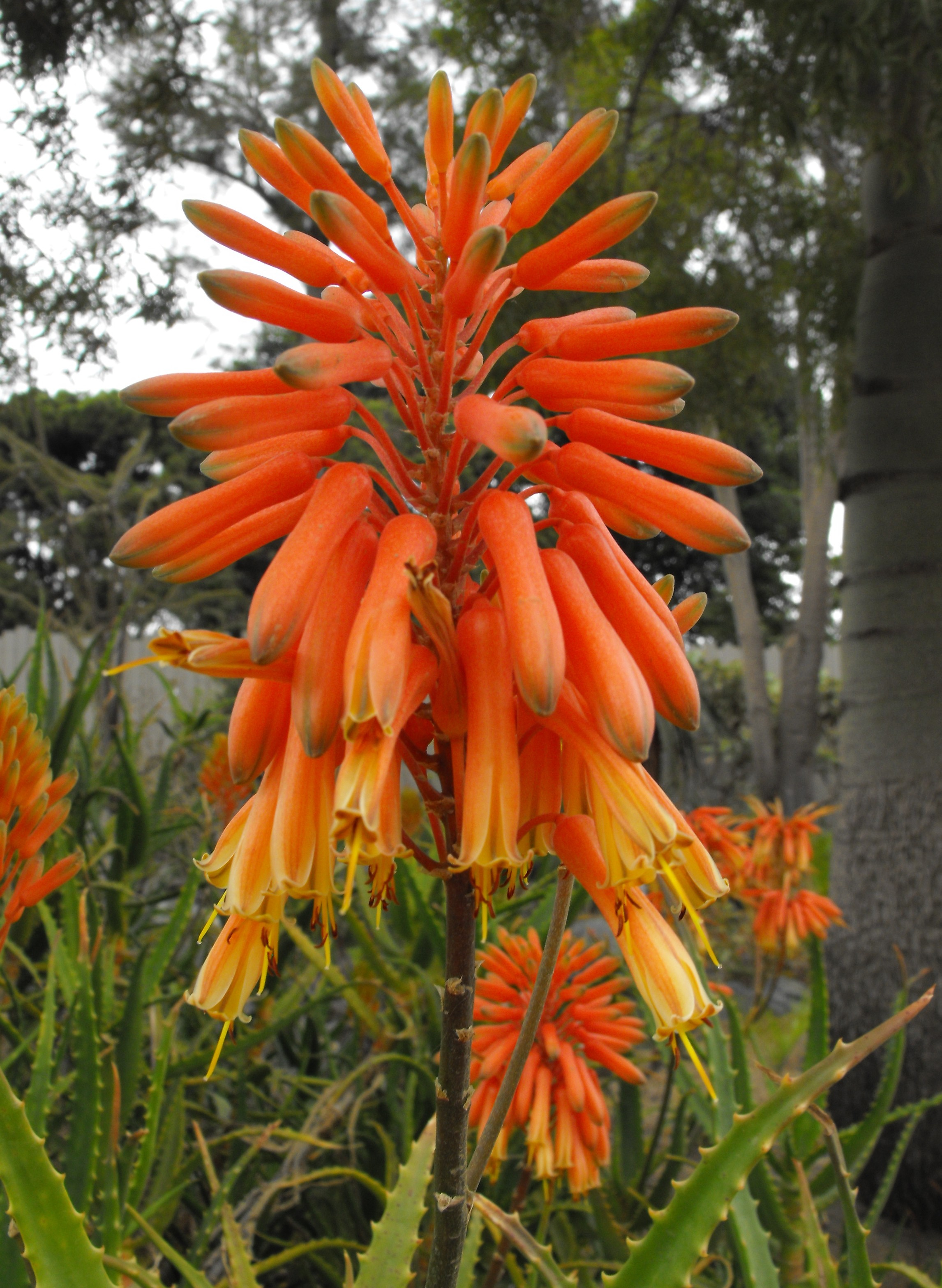
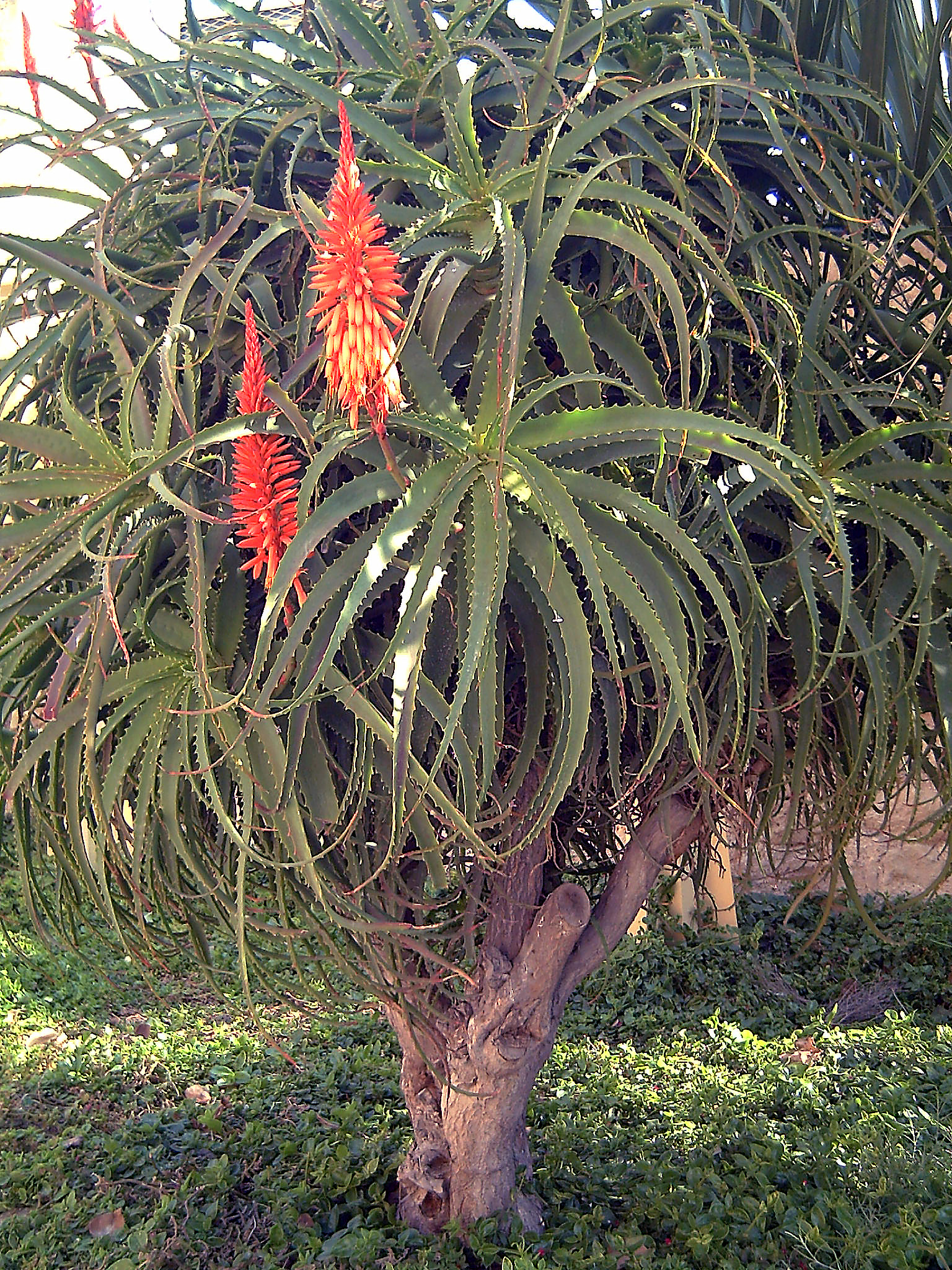
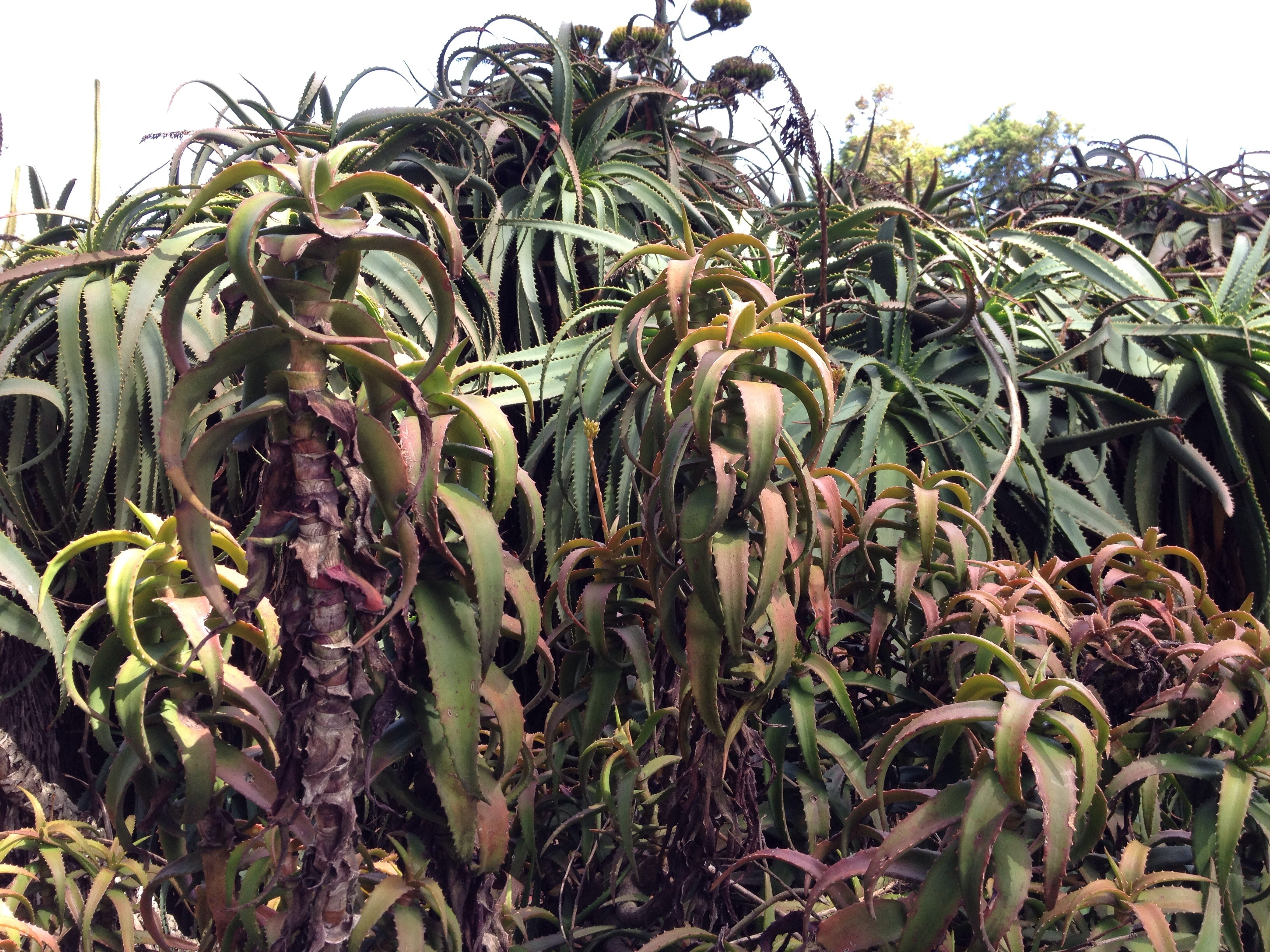
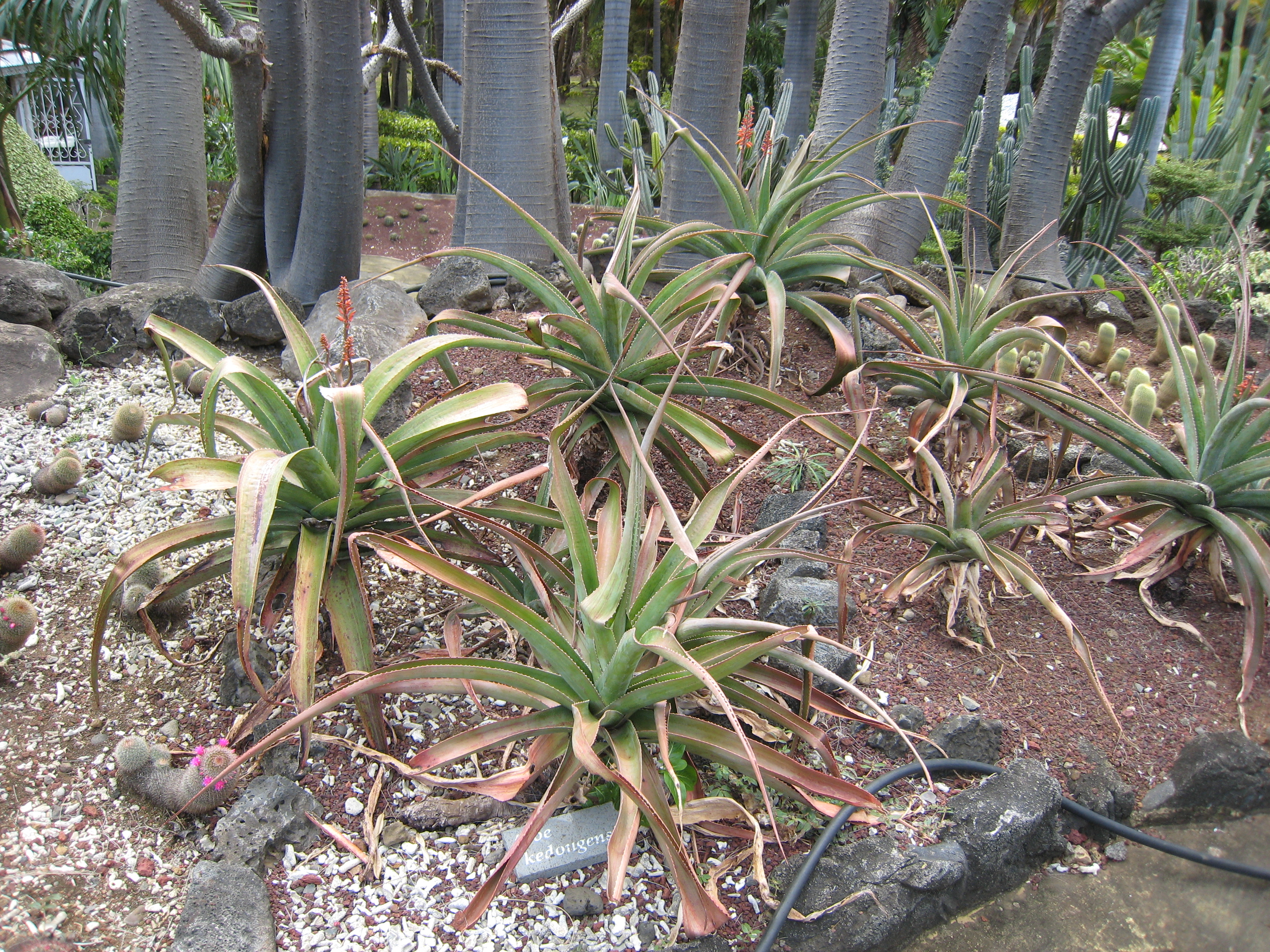